# Burg Chęciny
Die Ruine der Burg Chęciny (polnisch Zamek w Chęcinach) befindet sich in Chęciny, einer Stadt in der polnischen Woiwodschaft Heiligkreuz unweit der Woiwodschaftshauptstadt Kielce.

## Lage
Die Burgruine ist der Rest einer Höhenburg in Spornlage, die sich im Heiligkreuzgebirge über die Stadt erhob.

## Geschichte
Die Burg wurde im 13. Jahrhundert im gotischen Stil errichtet. Władysław I. Ellenlang übergab die Burg 1306 an den Krakauer Bischof Johann Muskata, besetzte sie jedoch im Folgejahr und verlegte von Małogoszcz seinen Sitz auf die Burg. In den Jahren 1310, 1318, 1331 und 1333 berief Władysław I. Ellenlang den Adel Polens in die Burg zu Hoftagen. Ab 1318 wurde hier der Kathedralschatz des Erzbistums Gnesen  verwahrt. Im Jahr 1331 zog das polnische Heer von der Burg aus in die Schlacht bei Płowce. Kasimir der Große baute die Burg massiv aus und machte sie zur Residenz seiner Ehefrau und polnischen Königin Adelheid von Hessen. Später residierten hier auch weitere polnische Königinnen, Elisabeth von Polen, Sophie Holszańska und Bona Sforza. Auf der Burg wurden jedoch auch politische Häftlinge gefangen gehalten, unter anderem Andrei von Polazk, Warcisława von Gotartowice und Michael Küchmeister. 1607 wurde die Burg während der Zebrzydowski-Rebellion in Mitleidenschaft gezogen. Während der Schwedischen Sintflut wurde die Burg 1655 von schwedischen Truppen und 1657 von den Truppen Georg II. Rákóczis geplündert und gebrandschatzt. 1707 wurde die Burg im Großen Nordischen Krieg endgültig zerstört und ist seit dieser Zeit nicht mehr bewohnt. Weitere Schäden brachten die Weltkriege, als die Bergfriede als Aussichtstürme von den Militärs benutzt wurden. Die Ruine wurde nach dem Zweiten Weltkrieg restauriert. Die letzte Erneuerung fand in den Jahren 2013–2015 statt. Die Burg ist für Besichtigungen und Sonderveranstaltungen geöffnet.